# ريتشارد سيسيل
ريتشارد سيسيل (بالإنجليزية: Richard Cecil)‏ هو شاعر أمريكي، ولد في 1944.